# 알리 모사파
알리 모사파(Ali Mosaffa, 1966년 12월 1일 ~ )는 이란의 배우, 영화 감독, 각본가이다.
테헤란에서 태어났다.

## 영화
- 시링 썸머 (2017년)
- 인버젼 (2016년)
- 당신의 세상은 지금 몇 시? (2014년) - 파하드 역
- 아무도 머물지 않았다 (2013년) - 아메드 역
- 라스트 스텝 (2012년)
- 데어 아 씽 유 돈 노우 (2010년)
- 떠나간 여인의 초상 (2005년)
- 섬 이야기 (2000년)
- 레일라 (1996년)